# 劇画アリス
『劇画アリス』（げきがアリス）は、アリス出版が発行していた自動販売機専門の三流劇画誌。同誌は「東日販を通している漫画誌にはない自販機独自の漫画誌」というコンセプトのもと、1977年9月に亀和田武が編集長として創刊された。
1979年の亀和田の退社後は、コミケットの母体となった「迷宮」が編集を引き継ぎ、米沢嘉博が編集長となった。

## 概要
三流劇画ブーム時の三大エロ劇画誌（他2誌は『漫画エロジェニカ』と『漫画大快楽』）の一つで自動販売機雑誌のひとつ。なお三誌を「三流エロ劇画御三家」と呼ぶのは編集長の亀和田武が考案したもので『本の雑誌』1978年10月号のコラム「エロ劇画誌御三家を知っているかい?」が初出である。
本誌は三流劇画の場を借りたマニアックな漫画の発表の場であった。また亀和田は誌面（表2）で三流劇画ブームを扇動する学生運動風のアジテーションを繰り返しており、この事はそれまで顔の見えなかったエロ劇画誌にゲリラ性とキャラクターを与え、さらにはムーブメントの到来を予感させた。
掲載作品は吾妻ひでおの『不条理日記』『るなてっく』や坂口尚の『闇の箱』、田口智朗の『暴行魔’80』などの連載を除いて、多くの作品が短編となっている。また単行本はアリス出版から発行されず、他の出版社から発行された作品集などに本誌の作品が収録されている場合が多い。
表紙絵は創刊当初は辰巳四郎、のちに角田純男が終刊まで担当した。
1980年5月号で休刊。井上英樹の『黄昏は始まったばかりだけど』を巻頭に、奥平衣良、近藤ようこ、清水おさむ、吾妻ひでお、森田じみい、坂口尚、加藤カズオ、まついなつき、飯田耕一郎、田口智朗、米沢嘉博らが寄稿、そして宮西計三の「さようなら」のネームがラストページとなった。

## 主な執筆作家
- あがた有為
- 吾妻ひでお
- 安部慎一
- 飯田耕一郎
- 石原はるひこ
- 井上英樹
- 大塚えいじ[7]
- 奥平衣良（奥平イラ）
- 加藤カズオ
- 川又千秋（麻丘ちあき名義）
- 玄海つとむ
- 高信太郎
- 近藤ようこ
- 坂口尚
- 清水おさむ
- 鈴木漁生
- 高井研一郎
- 高取英
- 田口智朗（田口トモロヲ）
- つか絵夢子（じょうづかまさこ）
- 土屋慎吾
- 羽中ルイ
- 平岡正明
- まついなつき
- 宮西計三
- 村祖俊一
- 迷宮'79（米沢嘉博・橋本高明）
- 森田じみい
- 森脇美貴夫
- やまもと孝二

## 掲載情報
奥付無表記のため発行年月日不明。※印は明治大学米沢嘉博記念図書館未所蔵。
創刊号「自動販売機でなぜ悪い!」（1977/9/8）※
創刊号は劇画とヌードを折衷した成人向け写真雑誌『SOUP・X』の増刊号として出発した
- 編集：亀和田武
- 表紙：辰巳四郎
- 羽中ルイ「地獄の季節」
- 高信太郎「ボクサー」
- あがた有為「魔の匂い」
- 飯田耕一郎「ちぎれた指」
- 高井研一郎「三分」
- 玄界つとむ「獲物を漁る人妻」
- 大谷かおる「渚のつっぱり姉ちゃん」
- (作者名未掲載)「リーチ」
- 石原はるひこ「蝶」

通巻2号「爆発するセックス エロがしたたる!!」（1977/??/??）※
この号から劇画専門誌となる
- 編集：亀和田武
- 玄海つとむ「覗きの美学」
- 高信太郎「殺し屋」
- 清水修「つぼみよさよなら」（再録）
- あがた有為「乞食の晩餐」
- 宮西計三「SAV」
- 高井研一郎「大人のお遊び」
- 羽中ルイ「逢魔ケ時 燈籠、ゆれた」（再録）
- じょうづかまさこ「貞淑な雌」
- 安部慎一「誘拐」
- 飯田耕一郎「お笑い草」
- 森田じみい「ストラッピン」

通巻3号「本屋で買うよりも自動販売機で買う方がNOWだと思うのです。僕たちは。アリス出版」（1977/??/??）
- 編集：亀和田武
- 玄海つとむ「牝犬を姦る」
- 羽中ルイ「花弁のしずく」
- あがた有為「痛い姫始め」
- 能城順一「怨華えれじい」
- いかづち悠「グリーンガール蕩戯行」
- じょうづかまさこ「おんな」
- 宮西計三「ボーイフレンド」
- 飯田耕一郎「何見て跳ねる」
- 森田じみい「少女地獄」
- 笑殺ギャグ・高信太郎／高井研一郎

通巻4号/A-4（1978/??/??）

通巻5号/A-5「あんた本当に今の生活に満足しているかい…??」（1978/??/??）
- 編集：亀和田武
- 玄海つとむ「女を狩る」
- 清水おさむ「襂花」
- 羽中ルイ「犯され日記」
- 高信太郎「これ歯科ない」
- つか絵夢子「赤いハンカチが消えた波止場」
- いかづち悠「禁色の構図」
- 宮西計三「コピー」
- 高井研一郎「ウインク」
- 飯田耕一郎「はぁとブレイク」
- あがた有為「痴の誘惑」
- 森田じみい「パーティの誘惑」

通巻6号/A-6「欲情の国に迷いこんだアリスは今どうしているか…!!」（1978/??/??）※
- 編集：亀和田武
- 羽中ルイ「二重奏（デュエット）」
- 清水おさむ「紅犯花」
- 宮西計三「マリアンのお留守番」
- 高信太郎「甘い左官屋」
- じょうづかまさこ「女高生メルヘン」
- 玄海つとむ「欲情狂騒曲」
- 高井研一郎「となりの声」
- 飯田耕一郎「maj.9（メージャー・ナイン）」
- あがた有為「あやまち夫人」
- 森田じみい「スペシャル・ゲーム」

通巻7号/A-7「生身の女より劇画の女のほうがよっぽど欲情するぜ!!」（1978/??/??）
- 表紙：原神一
- 編集：亀和田武
- グラフ：杉浦則夫「17歳の匂ひ」
- 玄海つとむ「痴女志願」
- やまもと孝二「痴夢の彩り」
- 宮西計三「春の嵐」
- 高信太郎「博士の意外な発想」
- 清水修「レモンティーン」
- つか絵夢子「たそがれ色の」
- 高井研一郎「借金」
- 海外セックス情報
- 日本全国CITY情報
- 飯田耕一郎「夏の予感」
- あがた有為「少女－生贄」
- 平岡正明「欲情劇画は発汗失敗者の夢なり」
- 森田じみい「X＋Y=SEX」

通巻8号/A-8「肉の修羅まだ知らぬ少女アリスは15歳の夏に何を体験した…!!」（1978/??/??）
- 編集：亀和田武
- 表紙：角田純男
- 土屋慎吾「染みてきちゃう」
- 清水おさむ「美痴子」
- 宮西計三「セイラー」
- 高信太郎「コーシン・プロフェッショナル」
- 玄海つとむ「女学生」
- 能城順一「三面鏡」
- 高井研一郎「窃盗常習者」
- 桃色犯科帳
- 日本全国CITY情報
- 飯田耕一郎「陽のいざない」
- やまもと孝二「ああ! 感じちゃう」
- 森田じみい「アリス」
- 平岡正明「アフター・アワーズ」

通巻9号/A-9「死んでもいい…快楽の淵でそう思った少女アリスはまだ15歳」（1978/??/??）
- 編集：亀和田武
- 表紙：角田純男
- 玄海つとむ「駆けめぐる肉体」
- 清水おさむ「堕天使地獄」
- 井上英樹「魔境」
- 宮西形三「NON NON人形」
- 高井研一郎「事故死」
- あがた有為「花弁のしたたり」
- 高信太郎「正義はまにあう」
- 飯田耕一郎「夏の行方」
- 桃色犯科帳
- 日本全国CITY情報
- 聖レイ「真夜中のピンクレディ」
- 平岡正明「アフター・アワーズ」

通巻10号/A-10「白け? そんなものナオンとコオマン一発きめれば吹っとぶぜ!」（1978/??/??）
- 編集：亀和田武
- 表紙：角田純男
- 土屋慎吾「茂みをわけて」
- 清水おさむ「蜜喰い毒牙」
- 宮西計三「セブンティーンの四方山話」
- 高信太郎「コーシン・プロフェッショナル」
- 飯田耕一郎「美宏・夏の日友人宅にて…」
- 高井研一郎「理想の夫」
- つか絵夢子「鹿乃子さんちの居候」
- 玄海つとむ「復讐の姦淫」
- 井上英樹「あね・おとうと－八月下旬物語－」
- 森田じみい「水はいらない」
- 桃色犯科帳
- 日本全国CITY情報
- 高取英「劇画が死滅する日」（新連載）
- 平岡正明「アフター・アワーズ」

通巻11号/A-11「フィーバーするのは土日の夜だけ、なんて言いっこなしだぜ!」（1978/??/??）
- 編集：亀和田武
- 表紙：角田純男
- 玄海つとむ「肉欲獣の罠」
- 清水おさむ「猛毒牝」
- 宮西計三「偽りの恋人」
- 飯田耕一郎「落陽」
- 桃色犯科帳
- 日本全国CITY情報
- 井上英樹「髪」
- 村祖俊一「ローティーンの蜜」
- 高信太郎「コーシン・プロフェッショナル」
- 高井研一郎「編集長」
- 高取英「劇画が死滅する日」
- 平岡正明「アフター・アワーズ」
- 森田じみい「今夜はいただき」

通巻12号/A-12「上手で美しい劇画!? 要は迫力だぜ、糞ったれめ!!」（1978/10/??）
- 編集：亀和田武
- 表紙：角田純男
- 土屋慎吾「むきだしの恥部」
- 清水おさむ「薔薇の野望」
- 高信太郎「口伝」
- つか絵夢子「倦怠婦人」
- 今月の劇画アリス
- 高井研一郎「ぶらさがり健康法」
- 日本全国CITY情報
- 桃色犯科帳
- 井上英樹「視姦」
- 飯田耕一郎「ひとりきりの葬祭」
- 高取英「劇画が死滅する日」
- 平岡正明「アフター・アワーズ」
- かなりやミユキ「センチメンタルなPINK」

通巻13号/A-1「不確実性の時代? 冗談じゃねえ、確かなエロがここにあるぜ!!」（1978/??/??）
- 編集：亀和田武
- 表紙：角田純男
- 井上英樹「狂花」
- 井上英樹「放課後」
- 高井研一郎「通勤」
- 日本全国CITY情報
- 桃色犯科帳
- 清水おさむ「この世の地獄」
- 高信太郎「ア ボクサー」
- 今月の劇画アリス
- 飯田耕一郎「ひとりきりの葬祭」
- 高取英「劇画が死滅する日」
- 平岡正明「アフター・アワーズ」

通巻14号/A-2／気合いと品性──これがエロ劇画の生命さ（1978/12/6）
- 編集：亀和田武
- 表紙：角田純男
- 土屋慎吾「リンボーってしびれちゃう」
- 清水おさむ「雪の隠花植物」
- 評論バトロイヤル（森脇美貴夫／橋岡修一／迷宮'78）
- つか絵夢子「雪の中の夢」
- 熊谷賢治「交錯」
- 日本全国CITY情報
- 桃色犯科帳
- 井上英樹「僕の大好きな赤頭巾ちゃん」
- 高信太郎「コーシン・プロフェッショナル」
- 高井研一郎「エロチカ歳時記」
- 森田じみい「女たちの夜」

通巻15号/A-3「立たせる劇画誌──アリスはエロ劇画の王道を行く」（1979/??/??）※
- 編集：亀和田武
- 表紙：角田純男
- 井上英樹「磨鏡　PARTⅡ」
- 井上英樹「闇の行方」
- 宮西計三「さかしま」
- 飯田耕一郎「悠子哀娼」
- じょうづかまさこ「夢追い人」
- 評論バトロイヤル（森脇美貴夫／橋岡修一／迷宮'79）
- 清水おさむ「私はバラ科」
- 高信太郎「コーシン・プロフェッショナル」
- 日本全国CITY情報
- 桃色犯科帳
- 高井研一郎「エロチカ歳時記」
- 高取英「劇画が死滅する日」
- 森田じみい「雪女伝説」

通巻16号/A-4「性の地獄を彷徨う少女アリスたちは今…!!」（1979/??/??）
- 編集：亀和田武
- 表紙：角田純男
- 井上英樹「小夜の恋人」
- 田口智朗「愛虐の果て」（入選作）
- 評論バトロイヤル（森脇美貴夫／橋岡修一／迷宮'79／川又千秋／征木高司）
- 飯田耕一郎「転調」
- 清水おさむ「復活（カリスマ・PART1）」
- 村祖俊一「プリティー・ベイビー」
- 高信太郎「コーシン・プロフェッショナル」
- 高井研一郎「エロチカ歳時記」
- 高取英「劇画が死滅する日」
- 平岡正明「アフター・アワーズ」
- 森田じみい「エロスの淵」

通巻17号/A-5「いま劇画の生々しい魅力がアリスと共に蘇った!!」（1979/3/29）
- 編集：亀和田武
- 表紙：角田純男
- 井上英樹「女子高生の秘かな愉しみ」
- つつみ進「私だけに…」
- 桃色犯科帳
- 評論バトロイヤル（川又千秋／橋田修一／征木高司／森脇美貴夫／迷宮'79）
- 飯田耕一郎「ホンの内輪話を」
- 清水おさむ「変身（カリスマ・PART2）」
- 日本全国CITY情報
- 田口智朗「暴行魔走る!!」
- 吾妻ひでお「不条理日記・怒涛篇」（新連載）
- 飯田耕一郎「お久しぶりの」
- 高取英「劇画が死滅する日」
- 編集部からのアッピール
- 高信太郎「コーシン・プロフェッショナル」
- 高井研一郎「エロチカ歳時記」
- 平岡正明「アフター・アワーズ」
- 森田じみい「二重人格」

通巻18号/A-6「少女のエロスが世界秩序の解体を告知する!!」（1979/4/26）
- 編集：亀和田武
- 表紙：角田純男
- 土屋慎吾「奥まで撮って」
- 吾妻ひでお「不条理日記・回転篇」
- 井上英樹「続・女子高校生の秘かな愉しみ」
- 日本全国CITY情報
- 評論バトロイヤル（森脇美貴夫／橋風修一／迷宮'79／川又千秋／征木高司）
- 桃色犯科帳
- 高信太郎「おとぎの国のアリス」
- つか絵夢子「桜の花の満開の下」
- 田口智朗「恋愛」
- 清水おさむ「絶滅（カリスマ・PART3）」
- 飯田耕一郎「ノンタイトル」
- 高取英「劇画が死滅する日」
- 森田じみい「当世風スパルタ教育」
- 平岡正明「アフター・アワーズ」

通巻19号/A-7「少女が夢みる時 世界がエロチックに痙攣する!!」（1979/5/28）
- 編集：亀和田武
- 表紙：角田純男
- 井上英樹「紅」
- 吾妻ひでお「不条理日記・帰還篇」
- 田口智朗「勝手にしゃ〜がれ」
- 坂口尚「闇の箱 －迷路－」
- 平岡正明「特別評論」
- 評論バトロイヤル「外国製毛附ヌードより国産エロ劇画を」（森脇美貴夫／橋岡修一／川又千秋／迷宮'79／征木高司）
- 高信太郎「煙の国のアリス」
- つか絵夢子「瞳ちゃんの危機」
- 清水おさむ「じゅんとネネ 性別不明論（カリスマ・PART4）」
- 飯田耕一郎「梅雨前線」
- 中島史雄「僕たちの幸福」
- 森田じみい「背徳の序曲」

通巻20号/A-8「少女の股間は全世界を映しだす鏡である!」（1979/6/29）
- 編集：亀和田武
- 表紙：角田純男
- 井上英樹「失楽園」
- 吾妻ひでお「不条理日記・永遠篇」
- 田口智朗「殺しが静かにやってくる」
- 坂口尚「闇の箱」
- 飯田耕一郎「夏の翳り」
- KEI「ペパーミント・レイプ」
- 清水おさむ「山刃の絶唱☆山窩物語」
- 相田洋（米沢嘉博）「エロ劇画の明日のために・そのいち」
- 高信太郎「アリスの中のアリス」
- 宮西計三「エンジェル・ナンバー1」

通巻21号/A-9「ここまで来た。劇画の荒野に曙光は見えたのか…!」（1979/??/??）
- 編集：亀和田武
- 表紙：角田純男
- 井上英樹「磨鏡 PARTⅢ（前篇）」　
- 井上英樹「蜜」
- 末永史「えっせんす・おぶ・らいふ」
- 坂口尚「闇の箱」
- 田口智朗「女と男とライフルと」
- 飯田耕一郎「美亜」
- 小掘裕明「ストリッパー物語」
- まついなつき「かるめら姫のでかせぎ」
- 評論バトロイヤル（森脇美貴夫／橋岡修一／迷宮'79／麻丘ちあき／征木高司）
- あかぎはるな「不感症のメフィスト」
- 吾妻ひでお「不条理日記・転生篇」
- 平岡正明「連載パワー・エッセイ アフター・アワーズ」
- 宮西計三「エンジェル・ナンバー2」

通巻22号/A-10「吹きあれるエロスの嵐!! 今 Alice Bombsは作動を開始した!」（1979/??/??）
この号から漫画批評集団「迷宮'79」（米沢嘉博・橋本高明）に編集が交代する
- 編集：迷宮'79
- 表紙：角田純男
- 宮西計三「フレンド　エンジェル・ナンバー3」
- 近藤ようこ「かごめかごめ」（入選作）
- 森田じみい「時の舞踏をもう一度」
- KEI「ひらりひらひら」
- 熊谷賢治「やってやれない放課後」
- 坂口尚「闇の箱」
- 田口智朗「2人暮し」
- 評論＋マンガ・バトルロイヤル（森脇美貴夫／橋岡修一／迷宮'79／征木高司／まついなつき）
- 井上英樹「磨鏡・PRATⅢ (後篇）」
- 新倉いをた「結婚式場にて」
- 飯田耕一郎「自堕落日記」
- 亀和田武「総括」
- 吾妻ひでお「るなてっく」（新連載）
- 高信太郎「アリスのラーメン」
- まついなつき「たんぽんまんが」

通巻23号/A-11「淫らな唇に誘われて、今、淫夢が忍び込む!!」（1979/??/??）
- 編集：迷宮'79
- 表紙：角田純男
- 井上英樹「続・赤色白書」
- 奥平衣良「Systems of Romance」
- 田口智朗「肉体革命論序説」
- 吾妻ひでお「るなてっく」
- 近藤ようこ「おねえさんに赤い靴」
- 小堀裕明「アタシの恋愛日記」
- 高信太郎「お尻の国のアリス」
- 評論＋マンガ・バトルロイヤル（森脇美貴夫／まついなつき／麻丘ちあき）
- まついなつき「かるめら姫の磨鏡」
- 清水おさむ「帰らざる瀬降（前編）☆山窩物語 第2話☆」
- 坂口尚「闇の箱」
- 飯田耕一郎「美亜」
- 平岡正明「アフター・アワーズ」
- 宮西計三「フレンド エンジェル・ナンバー3＆ナンバー4」

通巻24号/A-12「79年劇画状況 最後の総決算!! 見よ!!地平は切り開かれた!!」（1979/12/??）
- 編集：迷宮'79
- 表紙：角田純男
- 飯田耕一郎「美亜」
- 坂口尚「闇の箱」
- 近藤ようこ「灰色の風景」
- 熊谷賢治「総理の誕生日」
- 吾妻ひでお「アニマルカンパニー」（再録）
- 亀和田武「総括」
- 評論バトルロイヤル（森脇美貴夫／橋岡修一／まついなつき／征木高司／麻丘ちあき）
- 高信太郎「空飛ぶダイコン」
- まついなつき「かるめら姫の磨鏡」
- 加藤カズオ「ゴールデンボーイ」（入選作）
- 井上英樹「五月下旬物語」
- 田口智朗「暴行魔’80」
- 宮西計三「フレンド エンジェル・ナンバー5」

通巻25号/A-1「燃えたつ肉の匂いに世界は妄想へとすべり込む!!」（1980/??/??）
- 編集：迷宮'80
- 表紙：角田純男
- 井上英樹「フェアリー・テール」
- 奥平衣良「ファニチュアー・ミュージック」
- 坂口尚「闇の箱」
- 加藤カズオ「大東京大血祭り」
- 高信太郎「アリス・ギャグ」
- 評論バトロイヤル（森脇美貴夫／麻丘ちあき／まついなつき）
- 平岡正明「アフター・アワーズ」
- 吾妻ひでお「るなてっく」
- 近藤ようこ「黒い川のほとり」
- 清水おさむ「復讐の女親分 (1)」
- 宮西計三「ボーイ・フレンド」
- 飯田耕一郎「………」
- 小堀裕明「アタシの恋愛日記」

通巻26号/A-2「炎の火の玉劇画!! 今、すべてのシーンをつきぬける」（1980/??/??）
- 編集：迷宮'80
- 表紙：角田純男
- 井上英樹「黄昏は始まったばかり」
- 坂口尚「闇の箱」
- 奥平衣良「テクノな恋の物語」
- つか絵夢子「雪の中の夢」（再録）
- 高信太郎「不気味の国のアリス」
- 吾妻ひでお「るなてっく」
- 清水おさむ「山窩物語　復讐の女親分 (2)」
- 鈴木漁生「80年代における人類和平の生物学的提言!!」
- 飯田耕一郎「ならぬ観音」
- 田口智朗「暴行魔’80 PART・2 兄妹」
- 宮西計三「フレンド ナンバー6＋7」

通巻27号/A-3「80年代エロチックシーンはこれできまりだ!!」（1980/??/??）
- 編集：迷宮'80
- 表紙：角田純男
- 清水おさむ「アリス伝 (1)」
- 飯田耕一郎「非常識日記」
- 加藤カズオ「僕の家に遊びにおいでよ」
- 田口智朗「暴行魔’80 番外編 強姦魔、その系譜」
- 奥平衣良「THIS IS POP!!」
- 吾妻ひでお「るなてっく－外伝」
- 小堀裕明「みな子ちゃん」
- 坂口尚「闇の箱」
- 鈴木漁生「俺には俺の生き方がある!!」
- 高信太郎「不死身の国のアリス」
- 井上英樹「やりなおし!! 黄昏は始まったばかり・前編」
- 宮西計三「フレンド エンジェル」
- 評論＋マンガ・バトルロイヤル（森脇美貴夫・まついなつき・麻丘ちあき）
- 平岡正明「アフター・アワーズ」
- 吾妻ひでおファンクラブ「はあど・しゅ〜る新聞」アリス出張版

通巻28号/A-4「劇画解体の予兆が聞こえる! 明日はアリスのものだ!!」（1980/??/??）
- 編集：迷宮'80
- 表紙：角田純男
- 奥平衣良「LA PLANET」
- 清水おさむ「アリス伝 (2)」
- 近藤ようこ「蒼空願望」
- 吾妻ひでお「るなてっく」
- マッスル満「花物語」
- 井上英樹「やりなおしの黄昏は始まったばかり・後編」
- 坂口尚「闇の箱」
- 飯田耕一郎「非常識日記」
- 高信太郎「花咲か入門」
- 田口智朗「暴行魔’80 PART3」
- 宮西計三「フレンド エンジェル・ナンバー9」

通巻29号/A-5「ミス・ザ・スタート, ミス・ジ・エンド!?」（1980/5/??）
- 編集：迷宮'80
- 表紙：角田純男
- 井上英樹「黄昏は始まったばかりだけれど」
- 奥平衣良「SecretAgentMan」
- 近藤ようこ「身毒丸」
- 清水おさむ「アリス伝 第1部最終回」
- 吾妻ひでお「るなてっく」
- 森田じみい「CRIME　PART・Ⅲ」
- 森田じみい「CRIME　PART・Ⅳ」
- 森田じみい「CRIME　PART・Ⅶ」
- 坂口尚「闇の箱」
- 加藤カズオ「They-Their-Them」
- まついなつき「創世記」
- 飯田耕一郎「－good bye－」
- 高信太郎「消しゴム頭」
- 田口智朗「暴行魔’80 PART4 死闘編」
- 最初で最後の編集部よりのメッセージ
  - 米沢嘉博「妄想と詐術の黄金時代に」
  - 橋本高明「いつだってアグレッシヴ!!…」

- 宮西計三「フレンド エンジェル・ラスト1」

劇画アリス増刊
奥付無表記のため発行年月日不明
- 玄海つとむ傑作選「有閑夫人日記 白い指の恍惚」1978/??/??
- 能條純一傑作選「天使の恍惚」1978/??/??
- やまもと孝二傑作選「痴漢体験」1978/??/??
- 千葉一郎特選集「暴行地帯」1978/??/??
- いかずち悠特選集「青い性」1978/??/??
- 清水おさむ特選集「放課後の少女」1978/??/??
- 清水おさむ傑作選集「欲情階級」1978/??/??
- いかずち悠の世界 1979/3/14
- 村祖俊一の令女界「美少女地獄」1979/??/??
- 吉田英一の世界「浅草情話 やさしい夜」1979/??/??
- 飯田耕一郎の世界 1979/??/??
- 飯田耕一郎 PARTⅡ「美宏の季節」1979/??/??
- 井上英樹の世界 PART1 197?/??/??
- 井上英樹の世界 PART2 1979/5/10
- 小多魔若史の世界 1979/6
- 中島史雄の世界 1979/??/??
- 宮西計三・つか絵夢子の世界 1979/??/??
- 田口智郎の世界 1979/11/??
- 小多魔若史の…おまんた音頭 1980/??/??
- 清水おさむ・吾妻ひでお他「悪徳堕天使」1980/??/?? 米沢嘉博編集